# Acadêmicos da Santa Fé
Acadêmicos da Santa Fé é é uma escola de samba de Taubaté. Foi criada em 5 de Abril de 2005.

## Segmentos

### Presidentes
| Nome                    | Mandato        | Ref.  |
| ----------------------- | -------------- | ----- |
| Ednalva Oliveira Santos | ? - atualidade | [ 2 ] |

### Diretores
| Ano  | Diretor de Carnaval | Diretor geral de harmonia | Mestre de bateria | Ref.  |
| ---- | ------------------- | ------------------------- | ----------------- | ----- |
| 2016 |                     |                           | Leleco            | [ 2 ] |
| 2017 |                     |                           |                   |       |

### Coreógrafo
| Ano  | Nome | Ref. |
| ---- | ---- | ---- |
| 2016 |      |      |
| 2016 |      |      |

### Casal de Mestre-sala e Porta-bandeira
| Ano  | Nome                                                           | Ref.  |
| ---- | -------------------------------------------------------------- | ----- |
| 2016 | 1º Casal - Felipe e Josiane Casal Mirim - Andrezinho e Vitória | [ 2 ] |
| 2017 |                                                                |       |

### Rainhas de bateria
| Período | Rainha                | Madrinha | Ref. |
| ------- | --------------------- | -------- | ---- |
| 2015    | Luana Caroline Franco |          |      |
| 2017    |                       |          |      |

## Carnavais
| Ano  | Colocação   | Grupo    | Enredo | Carnavalesco         | Intérprete                                                | Ref.        |
| ---- | ----------- | -------- | --- | -------------------- | --------------------------------------------------------- | ----------- |
| 2010 | Vice-campeã | Acesso   | A Santa Fé Faz Uma Viagem ao Maravilhoso Mundo da Walt Disney Compositores:Samuel Macalé,Wagner e Wander do cavaco. | Comissão de Carnaval | Wagner Marques, Alexandre, Josiano, Guido e Samuel Macalé | [ 1 ]       |
| 2011 | Campeã      | Acesso   | No Batuque e na dança Sambrasil Compositores:Samuel Macalé,Wagner e Wander do cavaco.                               | Comissão de Carnaval | Wagner Marques, Alexandre, Josiano, Guido e Samuel Macalé | [ 1 ]       |
| 2012 | 4º Lugar    | Especial | O Domingo Brasileiro Compositores:Rodrigo Atração, Edson Liz, Tuca Maia, Diley Machado e Xandinho Nosera.           | Comissão de Carnaval | Guido, Joseano e Fião                                     | [ 1 ] [ 3 ] |
| 2013 | Vice-campeã | Especial | Bem Vindo Á Parintins. A ilha encantada apresenta a festa do Boi-Bumbá Compositores:Rodrigo Atração e parceiros.    | Comissão de Carnaval | Guido, Joseano e Fião                                     | [ 4 ] [ 5 ] |
| 2014 | Vice-campeã | Especial | |                      |                                                           | [ 6 ]       |
| 2016 | 3º lugar    | Especial | Água a nascente é linda! Escorrendo pela fonte é fascinante                                                         |                      | Baiano                                                    | [ 2 ]       |